# 미크바

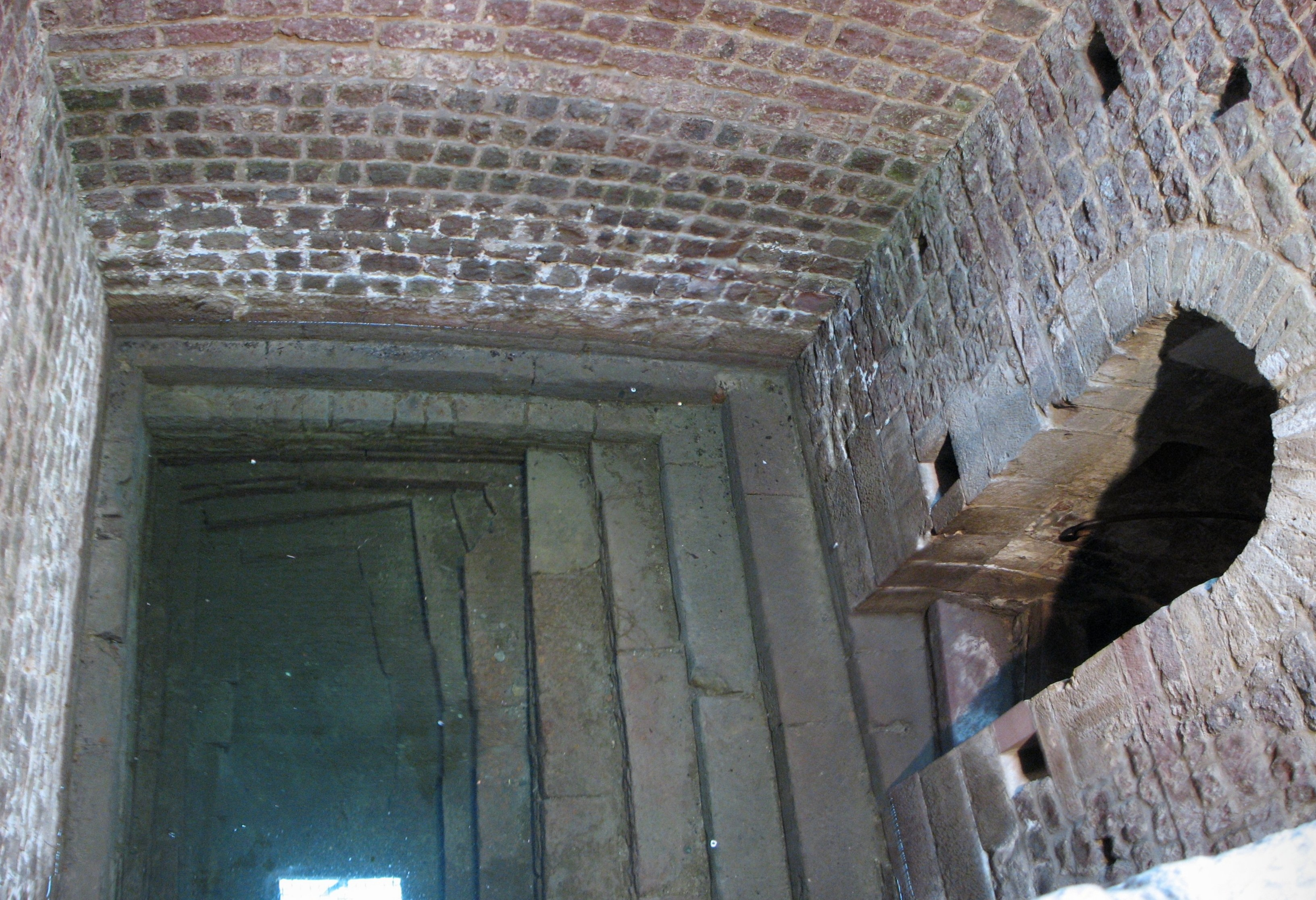

미크바 (또는 미크베)(히브리어: מִקְוָה Miqva; 복수: 미크바옷mikva'ot 또는 미크베스mikves)는 유대교에서 정결 의식의 하나로 몸을 물에 담그는 도구이다. 구약성서에서 쓰일 때 미크바는 원래 "모음" 또는 "물을 받다"라는 뜻이다. 몸을 씻는 종교적 정결의식은 유대교만의 고유한 의식은 아니다. 물로 씻는 정결의식은 주변 지역인 이집트와 페르시아 지역에서는 유대교 발생 이전부터 시행되던 의식이었다. 고대 이집트 종교와 조로아스터교에서도 이런 정결의식을 찾을 수 있다. 이집트 종교 사제들은 매일 정결의식을 했고, 신전에 참례하기 위해서 신자들 역시 정결의식으로 몸을 씻어야 했다. 조로아스터교에서도 몸을 씻는 정결에 대한 의식이 존재했다.
성경에서는 정결 의식을 위해, 어떤 정결하지 못한 일을 행한 후에 몸을 물에 완전히 잠그도록 하며, 이러한 의식을 통해 다시 정결하게 된다고 한다. 그러나 때때로, 자브와 같은 의식에서는, 샘물이나 우물 같은 "살아있는 물"이 필요하다. 살아 있는 물은 샤워와는 다르게 한 장소에 고정되어 있을 필요가 없다. 미크바는 이러한 의식의 약식으로, 몸을 씻는 간단한 도구가 있다.
미크바는 기독교로 넘어가 세례로 발전된다. 유대교의 경전과 다른 문서들에는 종교적인 정화를 위한 목욕이 특별한 목적을 위해 제정되어 있는데, 이는 "종교적으로 정결한 상태"를 위한 것이다. 한 예로서, 시체를 만진 유대인은 모세의 율법에 의해 "오염된 상태"가 되어, 성전에 들어가기 위해서는 mikvah를 행하여 정결한상태가 되어야 한다. 유대교로 개종하기 위해서는 물에 잠기는 의식이 요구된다. 이러한 의식 전반에 걸쳐, mikvah에서 물에 잠기는 것은정화와 회복을 의미하며, 유대교 공동체의 일원이 되기 위해서 필수적으로 요구되는 의식이다.

## 같이 보기
- 세례